# Jean-François Kacou
 (juillet 2023).
- Si vous ne connaissez pas le sujet, laissez ce bandeau (vous pouvez alors contacter les auteurs).
- Si vous supprimez le contenu mis en cause (vous pouvez préalablement contacter les auteurs),

argumentez précisément cette suppression dans la page de discussion
(un manque de référence n'est pas un argument ; une recherche réelle de référence doit avoir été effectuée, être formellement documentée).
Jean-François Kacou est un gestionnaire, conférencier et stratège vivant au Canada. Il a été directeur général de la Ville de Percé en Gaspésie, au Québec de 2019 à 2023.

## Biographie

### Enfance
Jean-François Kacou a grandi en Côte d’Ivoire et il y a réalisé toutes ses études pré-universitaire. Il se rend ensuite à Bordeaux en France où il réalise des études en mathématiques supérieures avant de se tourner vers le management et le marketing. En 2012, il rejoint son cousin au Canada.

### Carrière
Au Canada il travaille dans le développement économique. Il s’installe en région québécoise car il est nommé directeur général de la ville de Percé en juillet 2019.

## Mandat en tant que directeur général de la Ville de Percé

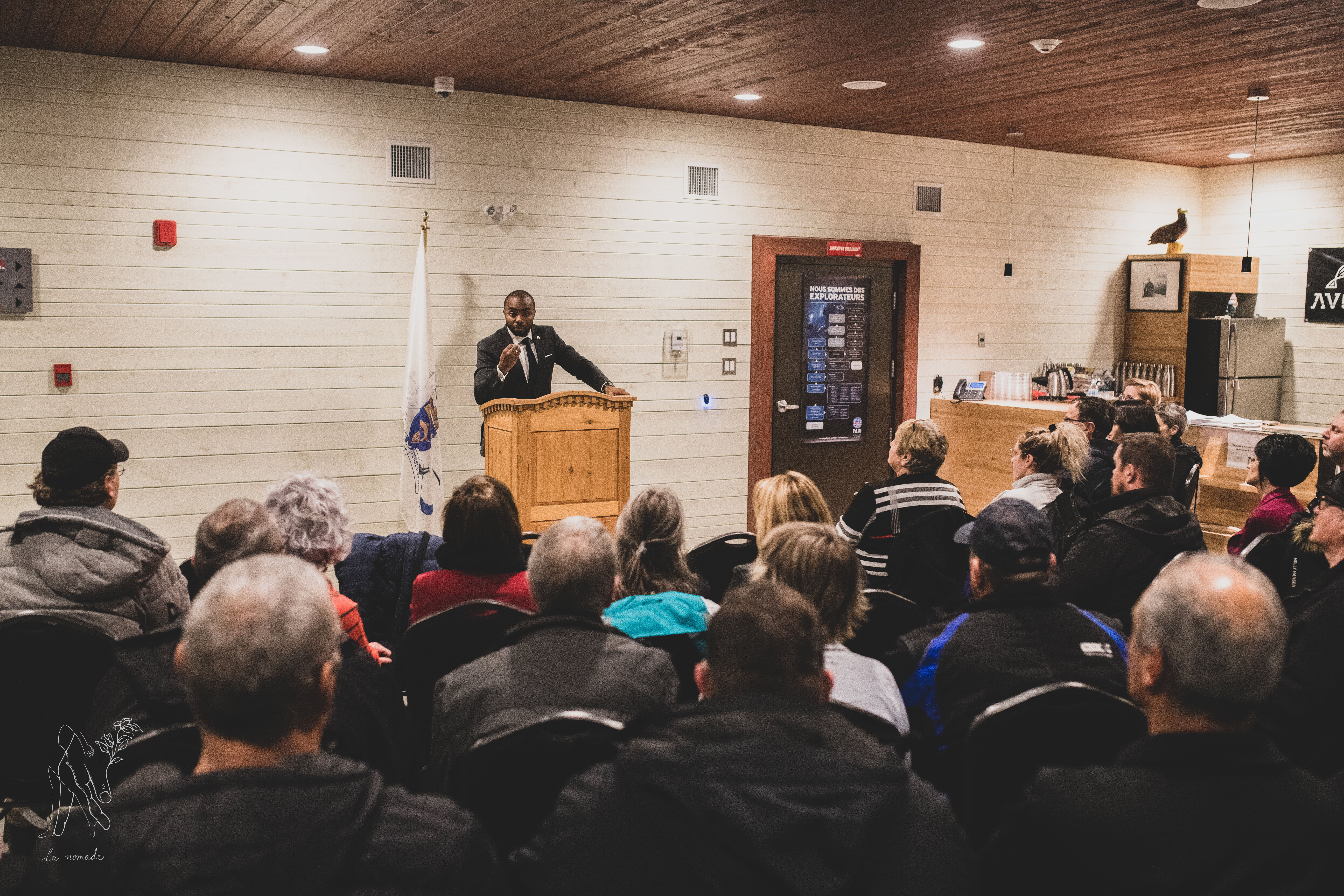
Jean-François Kacou s’adressant aux employés de la Ville de Percé

À la suite de son embauche, La mairesse Cathy Poirier lui confie la mission de rendre l’administration agile et de diversifier les revenus de la commune de Percé.

### Planification stratégique 2020-2024
Dès son embauche en juillet 2019, il entame les travaux sur la planification stratégique de la ville de Percé. En Mars 2020, le conseil municipal de Percé adopte la planification stratégique intitulée « se préparer pour l’avenir ». Etablie autour de trois axes à savoir leadership, éco-conscientisation, autonomie, la planification présente 4 grands objectifs qui sont : démographiques en augmentant de 20% la population sur 8 ans, financier en amenant à 40% la part des revenus diversifiés dans l’assiette fiscale, territoriaux en répartissant de façon équitable la migration sur le territoire et de rayonnement en augmentant de 20% les investissements privés réalisés sur le territoire.

### Quelques projets de planification stratégique de la ville de Percé

#### L’école d’agriculture innovante de Val d’Espoir
Il est nommé président du conseil d’administration de la société de développement économique de Percé qui prend en charge le projet d’agriculture innovante de Val-d'Espoir. La Ville de Percé avait alors produite une étude de faisabilité par l’intermédiaire de Gaétan Lelièvre. Une campagne de sociofinancement a lieu à l’été 2021. La SDEP récolte plus de 56 000$ en dons financiers et matériel. Cette campagne attire l’attention d’un Mecene qui s’engage à verser dans un fonds perpétuel plus de 1 000 000$ en faveur de la création de l’école de permaculture et d’agriculture innovante de Val-d'Espoir.

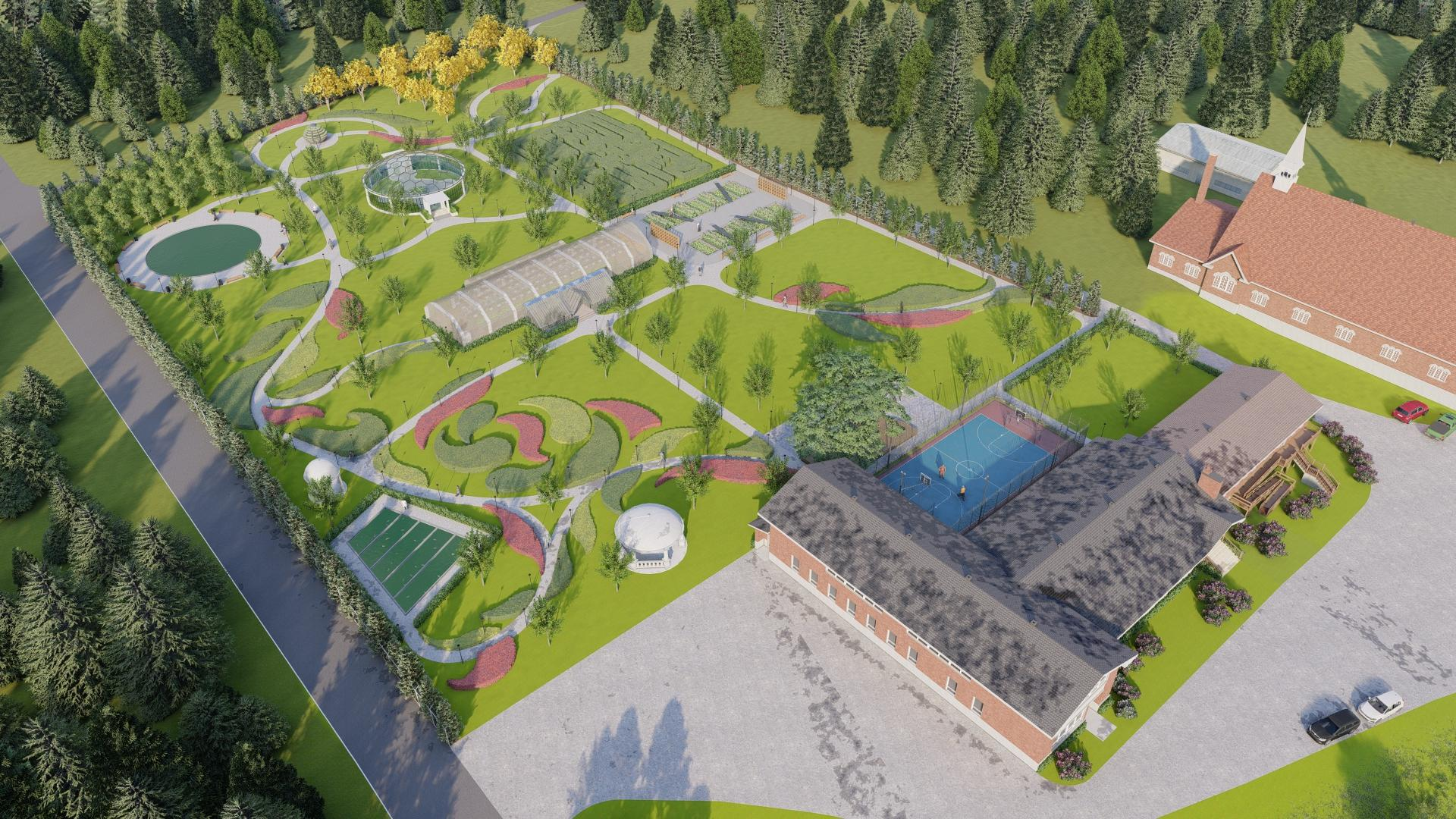
Ecole de Permaculture de la ville Percé

#### La rue commerciale éco-consciente
En 2016, le conseil municipal de Percé démissionne en bloc à la suite d’un référendum sur un règlement d’emprunt. La population s’était prononcée contre un projet de rue commerciale portée par l’administration du maire André Boudreau. Le maire proposait a la population la création d’une rue commerciale en plein cœur de Percé. Les citoyens refusaient qu’il soit financé par un emprunt obligataire. Le projet fut donc enterré jusqu’en 2021 ou à l’occasion des chantiers de la planification stratégique, il est lancé sous une autre forme. Cette fois ci il n’y est non seulement pas prévu de règlement d’emprunt mais surtout le projet se positionne dans la lutte contre la pollution en finançant la recherche et développement d’une nouvelle formule d’asphalte mélangée avec du plastique souple. Un projet de recherche et développement mené de front par l’ETS de Montréal et l’université Laval. La formule de base ayant été trouvée par les chercheurs la construction de la rue est arrêtée pour l’année 2024,.

#### La redevance touristique municipale
En septembre 2021 le conseil municipal de Percé adopte un règlement instaurant une redevance touristique municipale. Le règlement consistait dans sa première version à prélever 1$ sur chaque transaction de 10$ et plus effectué par des visiteurs à Percé. Cette redevance est rendue possible par le projet de loi 122 du gouvernement du Québec adopté en 2018 instaurant de nouveaux pouvoirs fiscaux aux municipalités que la ville a perdu en procès face a la redevance et compte aller en appel. Après consultation auprès des commerçants la Ville modifie le règlement et lève le seuil de la transaction assujettie à 20$. Cependant une fois adopté, le règlement forçait les commerçants à prélever la redevance pour et au nom de la ville de Percé à titre de mandataires. En mars 2022 quelques jours avant l’entrée en vigueur de la réglementation un groupe de commerçants et de citoyens de Percé forment une coalition dans le but d’abroger le règlement stipulant que celui-ci était inconstitutionnel et que la Ville s’octroyait trop de pouvoir au travers de ce règlement. Après avoir reçu plusieurs avis juridiques, la Ville fait volte-face et désormais impose la redevance directement aux commerçants et non plus aux visiteurs comme le dictait le règlement originel. Cette manœuvre est mal reçue par la comité citoyen commerçants qui dépose un pourvoi en contrôle judiciaire et demande à la cour supérieure du Québec de déclarer le règlement ultra vires. La ville de Percé a récolté plus de 150 000$ la première année de l’implantation de la redevance. Certaines villes québécoise dont la communauté des îles de la madeleine ou encore Tadoussac ont décidé d’adopter un règlement similaire,,.

## Controverse
En juin 2022, le conseil municipal l'autorise à être en télétravail en Afrique pour un peu plus de 3 mois. Cette décision du conseil crée une controverse dans la communauté après qu’un ancien maire du nom de Bruno Cloutier écrive une lettre ouverte à ce sujet dans les médias. De retour au travail en octobre 2022, il tient un rapport devant la population présentant ses faits et gestes durant sa période de télétravail,.

## Nominations et distinctions
Il est portraitisé dans l’épisode « Jean-François Kacou le conquérant » de la série « immigrants de souche » réalisé par la chaîne TV5 Québec Canada présenté par Raed Hammoud.
18e prix d’excellence du Conseil régional de la Gaspésie et Îles de la Madeleine Cregim décerné à la Ville de Percé dans le cadre de sa planification stratégique 2024.
Il est nommé Finaliste 2022, jeune cadre du Québec gala ARISTA.
Il est nommé Finaliste 2022, gestionnaire exécutif de l’année gala de la relève d’affaires du regroupement des jeunes chambres de commerce du Québec
Il est cité au Sénat du Canada dans le cadre du mois de l’histoire des noirs 2023,.

## Ensemble Montréal
En février 2023, Il démissionne de ses fonctions de directeur général de la Ville de Percé,. Il devient le nouveau directeur général du parti politique municipal Ensemble Montréal,.

## Publications
Il a participé à la rédaction de L’état du Québec 2022 aux côtés d’Audrey Murray ancienne présidente de la commission des partenaires du marché du travail du Québec. Leur texte au chapitre 13 de l’ouvrage porte sur l’importance de la concertation afin de relever les enjeux actuels et futurs de l’emploi. L’état du Québec est produit chaque année par l’Institut du Nouveau Monde.